# الرابطة البرلمانية 2007–08
الرابطة البرلمانية 2007–08 (بالإنجليزية: 2007–08 Isthmian League)‏ هو موسم من دوري إسثميان. كان عدد الأندية المشاركة فيه 66، وفاز فيه نادي تشيلمسفورد.